# Franz Albert von Planta-Zuoz
Albert von Planta-Zuoz (* 19. Januar 1838 in Dusch; † 28. November 1908 in Mailand) war ein Schweizer Unternehmer und Politiker.

## Familie
Albert von Planta entstammte dem Bündner Ministerialengeschlecht von Planta. Sein Vater Albert Dietgen von Planta war Grossratsvertreter des Engadins und Landwirt in Dusch; seine Mutter war Marie, geb. Conrad von Baldenstein.

## Leben
Nach dem Besuch der Kantonsschule und des Gymnasiums in Chur studierte er ab 1858 Rechtswissenschaften an den Universitäten München und Zürich. In München war er Mitglied des Corps Franconia. 1862 brach er sein Studium ab, um für seinen als Kaufmann tätigen Bruder Peter Conradin von Planta die Verwaltung des Schlosses Schauenstein in Fürstenau GR zu übernehmen. Beim Schweizer Militär bekleidete Planta den Rang eines Stabshauptmanns. Er war Abgeordneter des Grossen Rats des Kantons Graubünden und Kreispräsident des Kreises Domleschg. 1876 liess er sich als Kaufmann in Mailand nieder.